# Duillier
Duillier je obec na jihozápadě Švýcarska v okrese Nyon v kantonu Vaud. Leží poblíž Ženevského jezera. Žije zde přibližně 1 100 obyvatel.

## Geografie
Duillier leží v nadmořské výšce 466 m, vzdušnou čarou 3 km severně od okresního města Nyon. Obec se nachází na malé vyvýšenině na jižním úpatí Jury, vpravo od nížiny řeky Promenthouse.
Obec o rozloze 4,2 km² se rozkládá na jižním úpatí Jury. Území obce se rozkládá od údolí řeky Asse na sever přes kopec Duillier až k toku řeky Promenthouse. Nejvyšší nadmořská výška obce Duillier je 490 m n. m. na úpatí Jury. V roce 1997 tvořila zastavěná plocha 14 % rozlohy obce, lesy a háje 8 % a zemědělství 78 %.
K Duillier patří část vesnice Changins (436 m n. m.) a několik jednotlivých farem. Sousedními obcemi jsou Nyon, Prangins, Coinsins, Givrins a Trélex.

## Historie

Oblast Duillier na snímku z roku 1924

První zmínka o obci pochází z roku 1145 a nese název Duelliei, později se objevily zápisy Duelli, Duilie a Dulliacum. Název místa je pravděpodobně odvozen od římského osobního jména Duellius nebo Duilius. Vzhledem k tomu, že obecní archiv padl za oběť požáru během revoluce ve Vaudu v roce 1798, je o historii obce známo poměrně málo. Pozemky v Duillier vlastnili různí páni, včetně kláštera Bonmont.
Po dobytí Vaudu Bernem v roce 1536 přešla vesnice pod správu panství Nyon. Od roku 1655 mělo vrchnostenské právo panství Duillier. Po pádu Staré konfederace patřil Duillier v letech 1798–1803 v období helvétského soustátí ke kantonu Léman, který byl poté po vstupu v platnost Ústavy o zprostředkování sloučen s kantonem Vaud. V roce 1798 byl přiřazen k okresu Nyon.

## Obyvatelstvo
| Rok            | 1764 | 1850 | 1900 | 1910 | 1930 | 1950 | 1960 | 1970 | 1980 | 1990 | 2000 |
| Počet obyvatel | 204  | 281  | 271  | 271  | 228  | 230  | 281  | 320  | 440  | 642  | 901  |

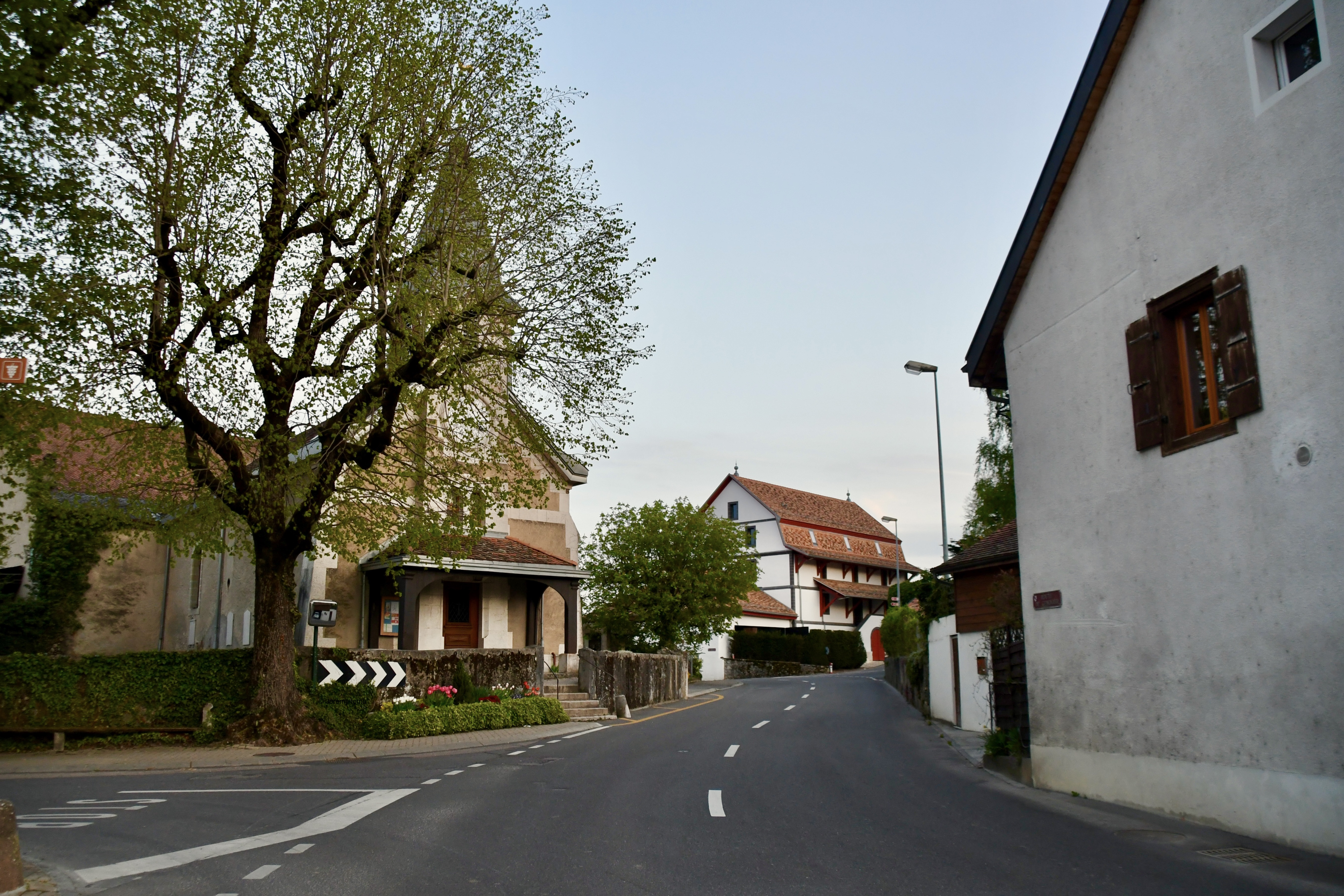
Centrum obce

Z celkového počtu obyvatel je 78,7 % francouzsky mluvících, 9,7 % německy mluvících a 7,0 % anglicky mluvících (stav v roce 2000). V roce 1850 měl Duillier 281 obyvatel a v roce 1900 271 obyvatel. Po roce 1970 (320 obyvatel) začal počet obyvatel rychle růst a během 30 let se ztrojnásobil.

## Hospodářství
Až do druhé poloviny 20. století byla obec Duillier charakteristická především zemědělstvím. Na jižním svahu kopce Duillier se nachází rozsáhlá vinařská oblast, zatímco úrodná půda na zbytku zemědělské oblasti je vhodná pro pěstování orné půdy a zeleniny. Pracovní příležitosti jsou k dispozici také v průmyslu a zejména ve službách. Od roku 1886 se v Changins nachází Station fédérale de recherches agronomiques de Changins (RAC), Federální středisko zemědělského výzkumu. V posledních desetiletích se Duillier díky své atraktivní poloze rozvinul v rezidenční obec. Mnoho pracujících dojíždí za prací především do Nyonu a Ženevy.

## Doprava
Přestože se obec nachází mimo hlavní dopravní tepny, má dobré dopravní spojení a je snadno dostupná z Nyonu nebo Glandu. Dálniční křižovatka Nyon na dálnici A1 (Ženeva–Lausanne) je od obce vzdálena asi 3 km. Duillier je napojen na síť veřejné dopravy prostřednictvím postbusové linky z Nyonu do Gimelu.